# Elektronické stavědlo
Elektronické stavědlo je staniční zabezpečovací zařízení 3. kategorie, které využívá počítačovou logiku. Taková zařízení se začala objevovat v 70. letech 20. století jako nástupce staničních reléových zabezpečovacích zařízení.

## Historie
Mezi první elektronická stavědla patří zařízení firmy Ericsson, které bylo dáno do provozu v Göteborgu v roce 1978.

### Česko

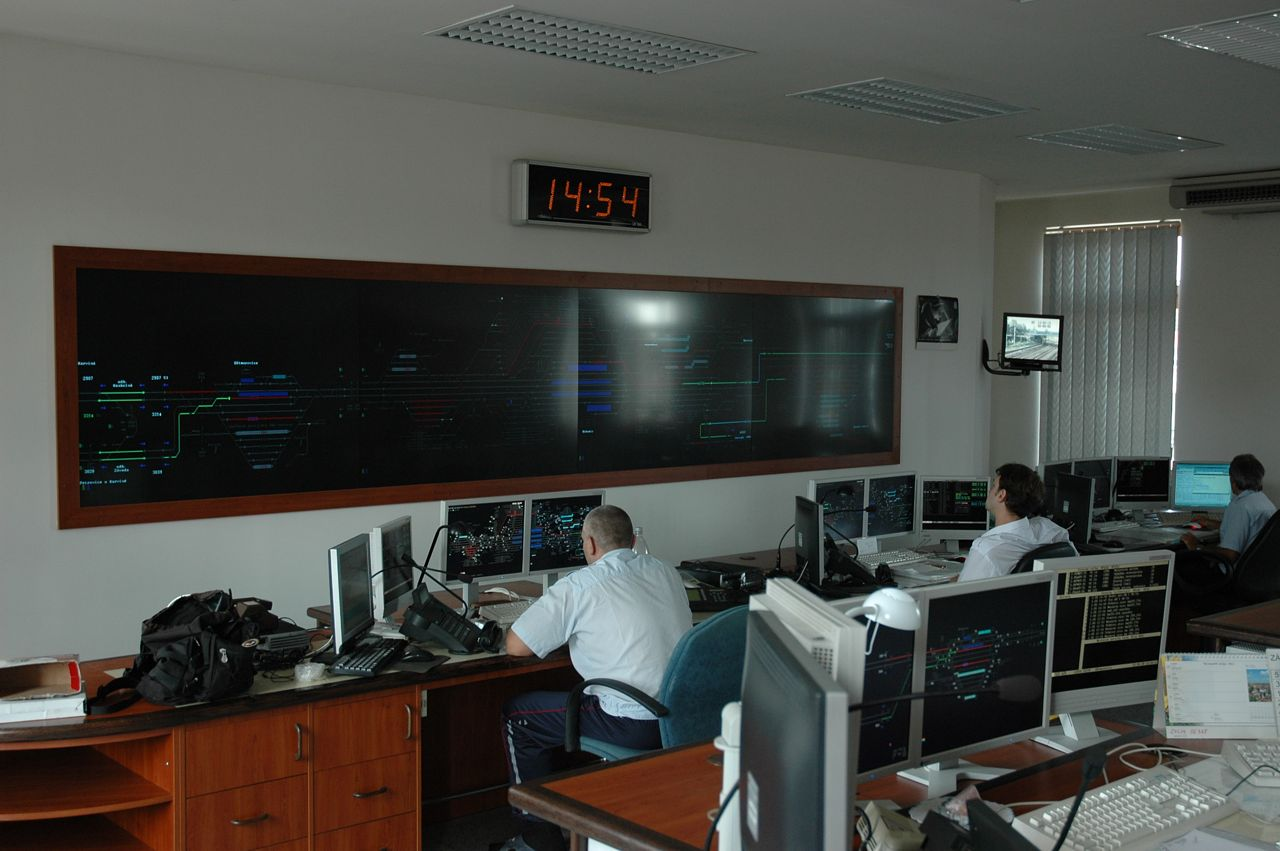
Ovládací pracoviště elektronického stavědla v Bohumíně

V Česku se začala nejdříve prosazovat tzv. hybdridní stavědla, což byla reléová zabezpečovací zařízení s elektronické zadávací úrovní. První takovou realizací bylo nasazení stavědla AŽD 88 ve stanici Dřísy v roce 1991. V roce 1994 následovalo nasazení hybridního stavědla SZZ-ETS v Úvalech a v roce 1996 vylepšené verze SZZ-ETB Poříčanech. Uvedená hybridní zařízení byla z produkce AŽD Praha.
Prvním skutečně elektronickým stavědlem na síti tehdejších Českých drah, kde bezpečnostně relevantní funkce vykonávalo procesorové jádro, bylo zařízení SZZK-98 firmy Starmon, které bylo aktivováno 21. prosince 1996 ve Slatiňanech.
Společnost AŽD Praha pak spustila své první elektronické stavědlo ve Staré Boleslavi, jednalo se o typ ESA 11. Toto stavědlo bylo postaveno a oživeno během roku 1997 v prostorách společnosti v Praze. V říjnu téhož roku bylo zařízení demontováno a převezeno do Staré Boleslavi, kde byl 5. prosince 1997 zahájen jeho zkušební provoz. Inovovaná verze ESA 22 byla aktivována 13. září 1999 v Moravském Písku.